# Hugh de Lacy
Hugh de Lacy, lord de Meath y IV barón Lacy (en anglonormando: Huge de Laci; n. antes de 1135-25 de julio de 1186), fue un propietario de tierras y funcionario real anglonormando. Poseía vastas propiedades en Herefordshire y Shropshire, Inglaterra. Tras su participación en la invasión de Irlanda, recibió por donación del rey Enrique II las tierras del reino de Meath en 1172, pero tuvo que hacerse con el control sobre ellas. El señorío de Meath era entonces la liberty más extensa en Irlanda.

## Primeros años
Hugh de Lacy era hijo de Gilbert de Lacy, procedente de Ewyas Lacy, Weobley y Ludlow. Se dice que en 1154 mantuvo un conflicto con Josce de Dinan por ciertas tierras en Herefordshire. Ya en 1163 estaba en posesión de las tierras de su padre, y en 1165/66 contaba con cincuenta y ocho y 3/4 de honorarios de caballeros y nueve arrendatarios sin servicio de caballero.

## Carrera en Irlanda

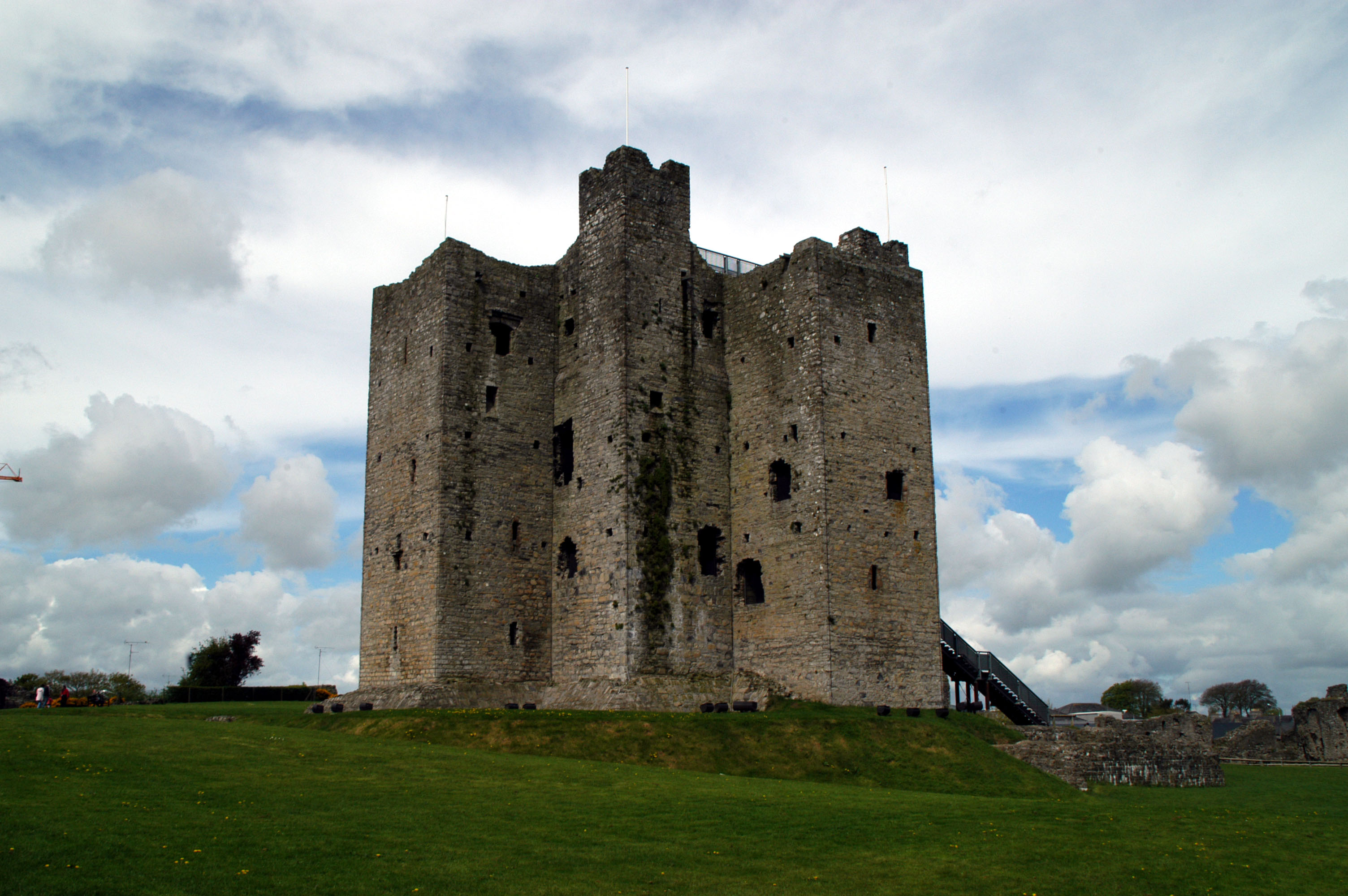
Castillo de Trim.

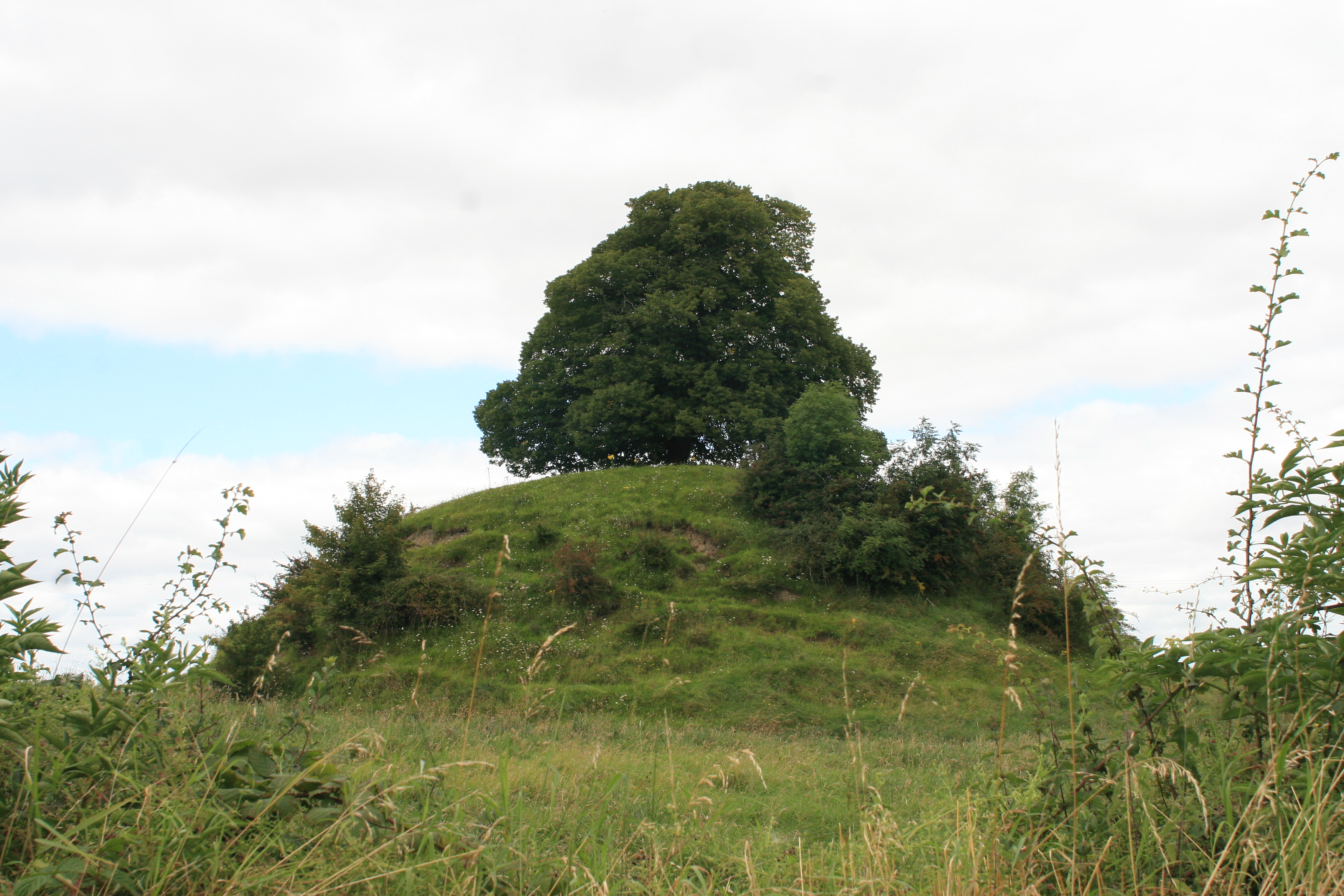
Mota castral construida por De Lacy en Clonard, condado de Meath.

En octubre de 1171 Lacy formó parte de la fuerza normanda de Enrique II que invadieron Irlanda y a comienzos de 1172 fue enviado para recibir la sumisión de Rory, rey supremo de Irlanda. Antes del regreso del rey a Inglaterra en torno a finales de marzo de 1172, Lacy recibió Meath por el servicio de cincuenta caballeros y casi con autoridad real; fue también puesto a cargo del Castillo de Dublín. Con esto, generalmente se considera que Lacy fue el primer virrey de Irlanda de facto, un cargo que ocuparía en tres ocasiones: en 1172, 1179, y c. 1180; en la última junto con el obispo de Salisbury.
La donación de Meath a Lacy no fue aceptada por Tighearnán Ó Ruairc, rey de Bréifne, que gobernaba en la época. Ó Ruairc se negó a ceder, pero parlamentó con Lacy en el Cerro de Ward, en Meath. Después del fracaso de las negociaciones, se inició una contienda en la que un intérprete murió por un golpe dirigido a Lacy, quien huyó. Ó Ruairc fue asesinado de un lanzazo cuando montaba su caballo y fue decapitado y su cabeza clavada sobre la puerta del Castillo de Dublín, y más tarde enviada a Enrique II. Los Anales de los cuatro maestros dicen que Ó Ruairc fue asesinado a traición. Del relato ofrecido por Giraldus Cambrensis, parecería que hubo un complot para destruir a Ó Ruairc.

## Señorío de Meath
Lacy escapó con dificultad de Dublín; parece haber dejado la ciudad en manos de Richard de Clare por órdenes del rey y haber comenzado a construir castillos para asegurar Meath. Entre ellos se cuentan el de Trim, al frente del cual puso a Hugh Tyrrel, y se devolvió para Inglaterra.
El 29 de diciembre de 1172, Lacy se hallaba en Canterbury, donde, según una historia preservada por Giraldus, reprobó al arzobispo Richard de Dover por su lenguaje excesivo. Al año siguiente, estaba luchando en Francia en favor del rey Enrique II y resistió en Verneuil contra Luis VII durante un mes; aunque finalmente la ciudad se vio forzada a capitular.
Lacy fue envido a Irlanda como procurador general en 1177, poco después de la muerte de Richard de Clare. La concesión de Meath a Lacy fue confirmada, con la adición de Offelana, Offaly, Kildare, y Wicklow. Como gobernador de Irlanda Lacy aseguró Leinster y Meath, construyendo numerosos castillos, mientras dejaba a los irlandeses la posesión de sus tierras. Hubo acusaciones de que intentó hacerse con la soberanía de la isla. El autor del Gesta Henrici dice que Lacy perdió su favor con el rey Enrique a consecuencia de las quejas de los irlandeses por su injusticia.
En 1181, Lacy fue relevado desde su cargo real por haberse casado con la hija de Ruadri O Conchobair, rey de Connaught y depuesto y último rey supremo de Irlanda, sin el permiso de Enrique. Fue enviado de vuelta a Irlanda el invierno siguiente, aunque con un co-adjutor, Robert de Shrewsbury, un funcionario real. A comienzos de 1185 Enrique envió a su hijo Juan a Irlanda, y el joven príncipe llevó la queja a su padre de que Lacy no permitía que los irlandeses pagaran tributo. Esto creó nuevos problemas, pero Lacy se quedó en Irlanda y se dedicó a construir nuevos castillos.

## Muerte
En 1186 Hugh de Lacy fue asesinado por Gilla-Gan-Mathiar O'Maidhaigh, mientras supervisaba la construcción de una mota castral en Durrow a instigación de An tSionnach y O'Breen.
El cuerpo de Lacy fue inicialmente enterrado en la abadía de Durrow. En 1195, los arzobispos de Cashel y Dublín desenterraron el cuerpo y enterraron parte de sus restos a la abadía de Bective en Meath y su cabeza en la abadía de Santo Tomás, Dublín. Se inició entonces un larga disputa entre las dos abadías por su cuerpo, que se saldó definitivamente en 1205 cuando fue nuevamente desenterrado y llevado a la abadía de Santo Tomás, en el mausoleo de su primera mujer.
Lacy fue un benefactor del priorato de Llanthony  y de otras muchas iglesias en Irlanda, incluyendo la abadía de Trim.

## Matrimonio y descendencia
Hugh de Lacy estuvo casado dos veces. Antes de 1155 se casó con Rohese de Monmouth (también conocida como Rose de Monmouth o Roysya de Monemue), quien era nieta de Gilbert Fitz Richard. Ambos tuvieron 8 niños, 4 hijos y 4 hijas:
- Walter de Lacy (1166-1241).
- Hugh de Lacy, conde de Ulster (antes de 1179-1242).
- Gilbert de Lacy.
- Robert de Lacy (muerto de joven).[5]
- Elayne (Elena) de Lacy, casada con Richard Beaufo (Belfou).
- Alice de Lacy, casada con Roger Pipard, y luego con Geoffrey de Marisco, justiciar de Irlanda, hijo de Jordan de Marisco, justiciar de Irlanda.
- Una hija, de nombre desconocido, que se casó con sir William FitzAlan, hijo de sir William FitzAlan, lord de Oswestry, y su primera esposa Christiana.

Rohese murió antes de 1180 y Lacy se casó en segundas nupcias con la princesa Rose Ní Conchobair, hija del rey de Irlanda, Ruaidrí Ua Conchobair. Tuvieron 2 niños, un hijo y una hija:
- William Gorm de Lacy (declarado ilegítimo por Enrique II de Inglaterra).
- Ysota de Lacy.